# Макфадден, Луис Томас
Луис Томас Макфадден (англ. Louis Thomas McFadden, 25 июля 1876 — 1 октября 1936) — член Палаты Представителей США от штата Пенсильвания. Экономист.
Обвинял Федеральную Резервную Систему в создании кризиса 1929 года, финансировании банками Уолл-стрита переворота 1917 года в России.
Сторонник Гитлера, антисемит. Был отравлен.